# Коста-риканско-панамские отношения
Коста-риканско-панамские отношения — двусторонние дипломатические отношения между Коста-Рикой и Панамой. Протяжённость государственной границы между странами составляет 348 км.

## История
В 1903 году между странами были установлены дипломатические отношения после отделения Панамы от Колумбии. В 1921 году дипломатические отношения были разорваны из-за пограничной войны за Кото. После окончания боевых действий отношения между странами оставались прохладными на протяжении нескольких десятилетий, так как панамские власти решили, что их интересы не были учтены. Открытие Панамериканского шоссе между двумя странами привело к увеличению торговых связей и способствовало устойчивому укреплению двусторонних отношений в 1960-х и 1970-х годах. В 1970-х годах в ходе Сандинистской революции Панама предложила свою помощь для защиты северной границы Коста-Рики от вторжения вооружённых групп с территории Никарагуа, а в последние месяцы волнений в Никарагуа президент Коста-Рики Родриго Карасо Одио и руководитель Панамы Омар Торрихос тесно сотрудничали при осуществлении поставок Сандинистскому фронту национального освобождения. 
С 1982 по 1986 год между странами были хорошие отношения при президенте Коста-Рики Луисом Альбертом Монхе Альваресе, но с приходом к власти его преемника Оскара Ариаса Санчеса у Коста-Рики с Панамой начали возникать проблемы. Так, на территории Коста-Рики было обнаружено изуродованное тело панамского оппозиционера. Затем, начались торговые споры, что негативно сказалось на товарообороте. В начале 1987 года страны подписали соглашение о регулировании торговли в приграничном регионе, но через несколько дней Панама закрыла границу, заявив, что Коста-Рика нарушает договорённости. Граница была вновь открыта через несколько дней, и в марте 1987 года президенты Эрик Артуро Дельвалье и Оскар Ариас Санчес подписали соглашение, с целью разрешить торговый спор  и наладить сотрудничество в таких областях, как: здравоохранение и образование. Однако, правительство Коста-Рики в июне 1987 года раскритиковало методы Панамы по подавлению беспорядков внутри страны, что вновь привело к охлаждению отношений. В декабре 1987 года посол Панамы в Коста-Рике заявил, что официальные лица Соединённых Штатов Америки и Коста-Рики планируют организовать вторжение в Панаму и убить руководителя страны Мануэля Норьегу. Коста-Рика отвергла обвинения, по которым не было получено никаких вещественных доказательств. Хотя этот вопрос вскоре исчез с повестки дня, отношения между Коста-Рикой и Панамой в конце 1987 года были менее добрососедскими, чем в предыдущие годы.
В сентябре 1991 года в Сан-Сальвадоре прошла встреча президентов Гватемалы, Сальвадора и Гондураса, чтобы обсудить формирование Центральноамериканского парламента. Однако, в Никарагуа ещё не были проведены выборы по избранию двадцати делегатов, которые каждая из стран-участниц должна направить в Центральноамериканский парламент. Это произошло из-за высоких расходов на проведение специальных выборов, а также внутренними политическими причинами в Никарагуа. Три страны-участницы предоставили Никарагуа, Коста-Рике (которая ещё не ратифицировала договор) и Панаме (которая выразила заинтересованность в присоединении к региональным интеграционным процессам) тридцать шесть месяцев для принятия необходимых мер для участия.
В 2010-х годах между Коста-Рикой и Панамой установились тёплые и дружественные отношения. Действует безвизовый режим: граждане обеих стран могут перемещаться через границу имея лишь паспорт.